# Caridina brachydactyla
Caridina brachydactyla е вид десетоного от семейство Atyidae. Видът не е застрашен от изчезване.

## Разпространение и местообитание
Разпространен е в Индия (Андамански острови), Индонезия (Малки Зондски острови и Сулавеси), Мадагаскар, Малайзия (Западна Малайзия), Танзания и Южна Африка.
Обитава сладководни басейни, реки и потоци.